# Arkadiusz Jabłoński (muzyk)
Arkadiusz Jabłoński (ur. 25 maja 1979 w Stargardzie) – polski muzyk, kompozytor, wokalista, gitarzysta i autor tekstów, a także producent muzyczny. Jabłoński znany jest przede wszystkim z wieloletnich występów w formacji Shadows Land, której był założycielem. Od 2007 roku członek zespołu Masachist. Poza działalnością artystyczną prowadzi studio nagraniowe Monroe Sound Studio.

## Dyskografia
- Crepusculum - Illuminatus (2013, Odium Records, inżynieria dźwięku, miksowanie, mastering)[5]
- Manslaughter - Earthborn Daemon (2013, Legacy Records, produkcja, miksowanie, mastering)[6]
- Nihilosaur - Death Is a Border That Evil Cannot Cross (2013, Demons of Entertainment Records, mastering)[7]
- Mastema - The Murderer's Tale (2013, Legacy Records, produkcja)[8]
- Illness - PsychoPath (2013, Deforma(r)t Records, gościnnie)[9]
- Anthem - Phosphorus (2014, Mad Lion Records, miksowanie)[10]
- Raped Christ - Possessed Whore (2014, Hellfire Records, miksowanie, mastering)[11]
- Disloyal - Godless (2015, Ghastly Music, produkcja muzyczna, inżynieria dźwięku, miksowanie, mastering)[12]